# Ère Kyōwa
L'ère Kyōwa (en japonais : 享和) est une des ères du Japon (年号, nengō, littéralement « le nom de l'année ») suivant l'ère Kansei et précédant l'ère Bunka. Cette ère couvre la période qui s'étend du mois de février 1801 au mois de février 1804. L'empereur régnant est Kōkaku-tennō (光格天皇).

## Changement de l'ère
- 5 février 1801 Kyōwa gannen (享和元年?) : Une nouvelle ère est créée en raison de la croyance selon laquelle la 58e année de chaque cycle du zodiaque chinois apporte de grands changements. L'ère précédente se termine et la nouvelle commence en Kansei 13.

Le nom de l'ère nouvelle est tiré d'un aphorisme à caractère exhortatif : «  Suivez le Ciel et prenez votre destin, unissez tous les peuples et perfectionnez votre justice » (順乎天而享其運、応乎人而和其義).

## Événements de l'èreKyōwa
- 9 décembre 1802 (Kyōwa 2, 15e jour du 11e mois) : Séisme au nord-ouest de Honshū et dans l'île de Sado (Latitude : 37.700/Longitude: 138.300), d'une magnitude de 6.6 sur l'échelle de Richter[1]
- 28 décembre 1802 (Kyōwa 2, 4e jour du 12e mois) : Séisme sur l'île Sado (Latitude: 38.000/Longitude: 138.000)[1].